# Ágnes Ságvári
Ágnes Ságvári (19 de novembre de 1928 - 13 de juny de 2000) va ser una historiadora hongaresa més coneguda per la seva investigació històrica sobre la història de l'Holocaust hongarès. Després de servir a l'aparell del partit de l'estat, Ságvári va començar la seva carrera a l'Institut d'Història del Partit i després es va convertir en la directora dels Arxius de la Ciutat de Budapest. L'any 1980 va ser guardonada amb la Medalla Ervin Szabó per les seves contribucions com a bibliotecària. De 1986 a 1998, va ser la presidenta del departament d'Història administrativa i comparada del segle XX a la Universitat de Budapest.

## Primers anys de vida
Ágnes Ságvári va néixer el 19 de novembre de 1928 a Budapest, Hongria, filla d'Erdős Rozália (née Sándorné) i Sándor Ságvári; el seu cognom original era Spitzer. Provenia d'una família de classe mitjana amb estudis superiors. D'herència jueva, el seu pare era un advocat reconegut i la seva mare era professora i vicepresidenta de l'Associació de Dones Jueves d'Hongria. La seva tieta, Jozefina Ságvári (abans Spitzer) era la mare del científic hongarès Egon Orowan. Era germana del dissident comunista Endre Ságvári. Va assistir a una escola de taquigrafia i mecanografia a la plaça Móricz Zsigmond, completant els seus estudis el 1944.

## Carrera
Després dels seus estudis, Ságvári va treballar en una fàbrica entre 1944 i 1945 i després es va convertir en administradora del centre del Partit Comunista Hongarès a partir de 1945. Al mateix temps, es va unir al partit comunista i a la Lliga de la Joventut Democràtica Hongaresa (en hongarès: Magyar Demokratikus Ifjúsági Szövetség (MADISZ) ), convertint-se en organitzadora d'estudiants. El 1947, va anar a treballar al Departament de Seguretat de l'Estat de la Policia de l'Estat hongarès (en hongarès: Magyar Államrendőrség Államvédelmi Osztálya, ÁVO), i va entrar a la universitat per convertir-se en tinent detectiu. L'any següent, es va unir a l'aparell del Partit Popular Hongarès treballant al departament de quadres durant els vuit anys següents.
Durant el mateix període, Ságvári estava estudiant història i economia política a la Universitat Catòlica Pázmány Péter i es va graduar el 1951. El 1956 va ser nomenada a l'oficina del comissari del Comitè Central dels Treballadors Socialistes Hongarès i el 1960 va ser nomenada investigadora principal i directora adjunta de l'Institut d'Història del Partit. El 1962, va defensar la seva tesi doctoral Moviments de masses i lluites polítiques a Budapest de 1945 a 1947. Dos anys més tard, el 1964, Ságvári es va convertir en el membre sènior de l'Institut d'Història de l'⁣Acadèmia Hongaresa de Ciències. El 1968 es va convertir en professora del Departament de Socialisme Científic de la Universitat József Attila.
A partir del 1970, Ságvári es va incorporar als Arxius de la Ciutat de Budapest com a directora fins al 1985. De seguida es va proposar d'organitzar els materials per a l'arxiu que feia temps que estava descuidat. Com que l'antic edifici de l'Ajuntament no disposava d'espai suficient, i els documents estaven localitzats en diferents llocs de retenció de la ciutat, la primera tasca va ser recollir-los i organitzar-los. Ságvári va reprendre els esforços de publicació de l'arxiu i va implementar esforços d'enquadernació, filmació i restauració per preservar i mantenir els registres de manera segura. A més d'escriure i promocionar l'arxiu, va treballar amb l'Associació de Bibliotecaris Hongaresos per crear una sèrie per a l'estudi de la història de la ciutat. Ságvári va rebre la Medalla Ervin Szabó, en reconeixement de les seves importants contribucions com a bibliotecària, l'any 1980. El 1986, va liderar la campanya per crear l'Associació d'Arxivers Hongaresos.
Ságvári va començar a publicar treballs sobre la història política hongaresa el 1945. Els seus primers treballs es van basar ideològicament, però per obtenir el reconeixement científic del seu treball, Ságvári es va allunyar cada cop més de la política i va començar a treballar en la història posterior a 1945 de Budapest. Utilitzant la investigació comparada d'història urbana, va obtenir una visió de la història d'Hongria mitjançant un estudi més ampli de la història europea. Encara que era un tema impopular, va estudiar l'Holocaust hongarès i en el període posterior del seu treball va avaluar la deportació dels jueus hongaresos a Transcarpàcia i el saqueig de propietats jueves. Després de deixar els Arxius, Ságvári va continuar la seva carrera a la Universitat de Budapest, exercint com a presidenta del departament d'Història Administrativa i Comparada del segle xx, fins a la seva jubilació el 1998.

## Mort i llegat
Ságvári va morir el 13 de juny de 2000 a Budapest. El 2001, va ser un dels temes de l'obra de Margit Stolzenburg Women's Anger: Life stories of eleven unusual European women (en alemany: Frauenwut umgebaut: Lebensgeschichten elf ungewöhnlicher Europäerinnen).

### Citacions
1. 1 2 3 4 5 6 7 8  Kozák, 2013.
2. 1 2 3 4 5  Stolzenburg, 2001.
3. 1 2 3  Varga, 2016.
4. 1 2 3 4  Szekeres, 2000.
5. 1 2  Történelmi Tár, 2010.
6. ↑  Budapest City Archives, 2016.
7. ↑  Nemes, 1997.
8. ↑  Hatvany, 1974.